# برونو أركاري
برونو أركاري (Bruno Arcari)، (مواليد 1915، وتوفي سنة 2004)، لاعب كرة قدم (وسط) إيطالي سابق. لعب لنادي إيه سي ميلان موسمين وقضى باقي حياته الكروية متنقلا ما بين بولونيا وبيريشيا وجنوى قبل أن يعتزل في عام 1954.

## روابط خارجية
- برونو أركاري على موقع قاعدة بيانات كرة القدم.إي يو (الإنجليزية)
- برونو أركاري على موقع ناشيونال فوتبول تيمز (الإنجليزية)
- برونو أركاري على موقع عالم كرة القدم.نت (الإنجليزية)